# Lijst van Idols-series
Er zijn verschillende nationale en internationale edities van het muziekprogramma Idols, een wereldwijd format van FremantleMedia en 19TV.
Hieronder vind je een overzicht van de verschillende versies van het programma, die in meer dan 35 landen te bekijken zijn.
| Regio of land                    | Naam van de lokale editie                                                      | Winnaars |
| -------------------------------- | ------------------------------------------------------------------------------ | --- |
| Arabische wereld                 | سوبر ستار (Super Star)                                                         | Seizoen 1, 2003: Diana Karazon Seizoen 2, 2004: Ayman El Aatar Seizoen 3, 2005-06: Ibrahim El Hakami Seizoen 4, 2007: Marwan Ali Seizoen 5, 2008: Elie Bitar |
| Armenië                          | Հայ Սուպերսթար (Haj Superstar)                                                 | Seizoen 1, 2006: Susanna Petrosyan Seizoen 2, 2007: Lusine Aghabekyan |
| Australië                        | Australian Idol                                                                | Seizoen 1, 2003: Guy Sebastian Seizoen 2, 2004: Casey Donovan Seizoen 3, 2005: Kate DeAraugo Seizoen 4, 2006: Damien Leith Seizoen 5, 2007: Natalie Gauci Seizoen 6, 2008: Wes Carr Seizoen 7, 2009: Stan Walker |
| België - Vlaanderen              | Idool                                                                          | Seizoen 1, 2003: Peter Evrard Seizoen 2, 2004: Joeri Fransen Seizoen 3, 2007: Dean Delannoit Seizoen 4, 2011: Kevin Kayirangwa |
| België - Wallonië: zie Frankrijk |                                                                                | |
| Brazilië                         | Ídolos Brasil                                                                  | Seizoen 1, 2006: Leandro Lopes Seizoen 2, 2007: Is begonnen |
| Bulgarije                        | Bulgarian Idol                                                                 | Seizoen 1, 2007: is begonnen |
| Canada                           | Canadian Idol                                                                  | Seizoen 1, 2003: Ryan Malcolm Seizoen 2, 2004: Kalan Porter Seizoen 3, 2005: Melissa O'Neil Seizoen 4, 2006: Eva Avila Seizoen 5, 2007: Audities zijn bezig |
| Denemarken                       | Idols                                                                          | Seizoen 1, 2003: Christian Mendoza Seizoen 2, 2004: Rikke Emma Niebuhr |
| Duitsland                        | Deutschland sucht den Superstar                                                | Seizoen 1, 2003-04: Alexander Klaws Seizoen 2, 2004-05: Elli Erl Seizoen 3, 2005-06: Tobias Regner Seizoen 4, 2006-07: Mark Medlock Seizoen 5, 2007-08: Begint in 2008 |
| Estland                          | Eesti otsib Superstaari                                                        | Seizoen 1, 2007: Is begonnen |
| Finland                          | Idols                                                                          | Seizoen 1, 2003-04: Hanna Pakarinen Seizoen 2, 2005: Ilkka Jääskeläinen Seizoen 3, 2007: Ari Koivunen |
| Frankrijk, België - Wallonië     | A La Recherche De La Nouvelle Star (Seizoen 1) Nouvelle Star (Seizoen 2,3,4,5) | Seizoen 1, 2003: Jonatan Cerrada Seizoen 2, 2004: Steeve Estatof Seizoen 3, 2005: Myriam Abel Seizoen 4, 2006: Christophe Willem Seizoen 5, 2007: Is begonnen |
| Griekenland, Cyprus              | Super Idol                                                                     | Seizoen 1, 2004: Stavros Konstantinou |
| IJsland                          | Idol Stjörnuleit                                                               | Seizoen 1, 2003-04: Kalli Bjarni Seizoen 2, 2004-05: Hildur Vala Einarsdóttir Seizoen 3, 2005-06: Snorri Snorrason |
| India                            | Indian Idol                                                                    | Seizoen 1, 2004-05: Abhijeet Sawant Seizoen 2, 2005-06: Sandeep Acharya Seizoen 3, 2007: Is begonnen |
| Indonesië                        | Indonesian Idol                                                                | Seizoen 1, 2004: Joy Destiny Tobing Seizoen 2, 2005: Mike Mohede Seizoen 3, 2006: Muhammad Ihsan Tarore Seizoen 4, 2007: Is begonnen |
| Kazachstan                       | SuperStar KZ                                                                   | Seizoen 1, 2003-04: Almas Kishkenbajew Seizoen 2, 2004-05: Kairat Tuntekow Seizoen 3, 2005-06: Nurzhan Kermenbajew Seizoen 4, 2007: Oleg Karezin |
| Kroatië                          | Hrvatski Idol                                                                  | Seizoen 1, 2004: Žanamari Lalić Seizoen 2, 2004-05: Patrick Jurdić |
| Latijns-Amerika                  | Latin American Idol                                                            | Seizoen 1, 2006: Mayre Martinez Seizoen 2, 2007: Audities zijn afgelopen |
| Maleisië                         | Malaysian Idol                                                                 | Seizoen 1, 2004: Jaclyn Victor Seizoen 2, 2005: Daniel Lee Chee Hun |
| Marokko                          | Studio 2M                                                                      | Seizoen 1, 2004-05: Mohammed Ahly Seizoen 2, 2005-06: Zohra El-Khabiti Seizoen 3, 2007: Maria Dagroussi |
| Nederland                        | Idols                                                                          | Seizoen 1, 2003: Jamai Loman Seizoen 2, 2004: Boris Titulaer Seizoen 3, 2005-06: Raffaëla Paton Seizoen 4, 2007-08: Nikki Kerkhof Seizoen 5, 2017: Julia van Helvoirt |
| Nieuw-Zeeland                    | NZ Idol                                                                        | Seizoen 1, 2004: Ben Lummis Seizoen 2, 2005: Rosita Vai Seizoen 3, 2006: Matthew Saunoa |
| Noorwegen                        | Idol                                                                           | Seizoen 1, 2003: Kurt Nilsen Seizoen 2, 2004: Kjartan Salvesen Seizoen 3, 2005: Jorun Stiansen Seizoen 4, 2006: Aleksander Denstad With Seizoen 5, 2007: Audities zijn begonnen |
| Filipijnen                       | Philippine Idol                                                                | Seizoen 1, 2006: Mau Marcelo Seizoen 2, 2007: Audities beginnen binnenkort |
| Polen                            | Idol                                                                           | Seizoen 1, 2002: Alicja Janosz Seizoen 2, 2002-03: Krzysztof Zalewski Seizoen 3, 2003-04: Monika Brodka Seizoen 4, 2005: Maciek Silski Seizoen 5, 2007: Begint in 2007 |
| Portugal                         | Ídolos                                                                         | Seizoen 1, 2003-04: Nuno Norte Seizoen 2, 2004-05: Sérgio Lucas |
| Rusland, Oekraïne, Wit-Rusland   | Народный Артист (Narodnij Artist)                                              | Seizoen 1, 2003: Aleksey Goman (Met Oekraïne en Wit-Rusland) Seizoen 2, 2004: Ruslan Alehno (Met Oekraïne en Wit-Rusland) Seizoen 3, 2006: Borkhuu Amarkhuu (Alleen Rusland) |
| Servië, Montenegro en Macedonië  | Idol                                                                           | Seizoen 1, 2003-04: Cveta Majtanović Seizoen 2, 2005: Mina Laličić |
| Singapore                        | Singapore Idol                                                                 | Seizoen 1, 2004: Muhammad Taufik Batisah Seizoen 2, 2006: Hady Mirza |
| Slowakije                        | Slovensko hľadá SuperStar                                                      | Seizoen 1, 2004-05: Katarína Koščová Seizoen 2, 2005-06: Peter Cmorík Seizoen 3, 2007: Begint mogelijk in het najaar |
| Tsjechië                         | Česko hledá SuperStar                                                          | Seizoen 1, 2004: Aneta Langerová Seizoen 2, 2005: Vlastimil Horváth Seizoen 3, 2006: Zbynek Drda |
| Turkije                          | Popstar Türkiye Turkstar                                                       | Seizoen 1, 2003-04: Abidin Özşahin Seizoen 1, 2004: Emrah Keskin |
| Verenigd Koninkrijk              | Pop Idol                                                                       | Seizoen 1, 2001-02: Will Young Seizoen 2, 2003: Michelle McManus |
| Verenigde Staten                 | American Idol                                                                  | Seizoen 1, 2002: Kelly Clarkson Seizoen 2, 2003: Ruben Studdard Seizoen 3, 2004: Fantasia Barrino Seizoen 4, 2005: Carrie Underwood Seizoen 5, 2006: Taylor Hicks Seizoen 6, 2007: Jordin Sparks Seizoen 7, 2008: David Cook Seizoen 8, 2009: Kris Allen Seizoen 9, 2010: Lee DeWyze Seizoen 10, 2011: Scotty McCreery Seizoen 11, 2012: Phillip Phillips Seizoen 12, 2013: Candice Glover Seizoen 13, 2014: Caleb Johnson Seizoen 14, 2015: Nick Fradiani Seizoen 15, 2016: Trent Harmon Seizoen 16, 2018: Maddie Poppe Seizoen 17, 2019: Laine Hardy Seizoen 18, 2020: Just Sam Seizoen 19, 2021: Chayce Beckham Seizoen 20, 2022: Noah Thompson Seizeon 21, 2023: TBA |
| Vietnam                          | Vietnam Idol                                                                   | Seizoen 1, 2007: Phuong Vy Seizoen 2, 2008-09: Quoc Thien Seizoen 3, 2010: Uyen Linh Seizoen 4, 2012-13: Ya Suy Seizoen 5, 2013-14: Nhat Thuy Seizoen 6, 2015: Trong Hieu Seizoen 7, 2016: Janice Phuong |
| West-Afrika                      | Idols                                                                          | Seizoen 1. 2007: Is Bezig |
| Zuid-Afrika                      | Idols                                                                          | Seizoen 1, 2002: Heinz Winckler (In het Engels) Seizoen 2, 2003: Anke Pietrangeli (In het Engels) Seizoen 3, 2005: Karin Kortje (In het Engels) Seizoen 4, 2006: Dewald Louw (In het Afrikaans) Seizoen 5, 2007: Begint binnenkort (In het Engels) |
| Zweden                           | Idol                                                                           | Seizoen 1, 2004: Daniel Lindström Seizoen 2, 2005: Agnes Carlsson Seizoen 3, 2006: Markus Fagervall Seizoen 4, 2007: Begint binnenkort |

## World Idol
In december 2003 was er een speciale versie van het programma, World Idol. Er namen 11 kandidaten deel, uit Zuid-Afrika, Amerika, Vlaanderen, Australië, Duitsland, Noorwegen, de Arabische wereld, Nederland, Engeland, Canada en Polen. Kurt Nilsen uit Noorwegen kreeg uiteindelijk de titel van World Idol.